# Франсистаун
Франсистаун (англ. Francistown) — друге за величиною місто Ботсвани, розташоване на південному сході Північно- Східного округу за 400 км від Габороне. Населення — 113 315 чол. (На 2001 р). У місті розташований міжнародний аеропорт і залізниця.

## Географія
Франсистаун розташований при злитті приток Лімпопо: Таті і Інчве, за 90 км від державного кордону Зімбабве. Місто було центром першої золотої лихоманки в Південній Африці і досі оточене старими закинутими шахтами і золотими рудниками.

### Клімат
Місто знаходиться у зоні, котра характеризується кліматом помірних степів та напівпустель. Найтепліший місяць — січень із середньою температурою 25.6 °C (78 °F). Найхолодніший місяць — червень, із середньою температурою 15 °С (59 °F).
| Клімат Франсистауна     | Клімат Франсистауна | Клімат Франсистауна | Клімат Франсистауна | Клімат Франсистауна | Клімат Франсистауна | Клімат Франсистауна | Клімат Франсистауна | Клімат Франсистауна | Клімат Франсистауна | Клімат Франсистауна | Клімат Франсистауна | Клімат Франсистауна | Клімат Франсистауна |
| Показник                | Січ.                | Лют.                | Бер.                | Квіт.               | Трав.               | Черв.               | Лип.                | Серп.               | Вер.                | Жовт.               | Лист.               | Груд.               | Рік                 |
| Абсолютний максимум, °C | 38                  | 38                  | 37                  | 35                  | 34                  | 32                  | 30                  | 35                  | 37                  | 38                  | 39                  | 41                  | 41                  |
| Середній максимум, °C   | 29                  | 28                  | 28                  | 26                  | 24                  | 21                  | 21                  | 25                  | 27                  | 29                  | 30                  | 28                  | 26                  |
| Середня температура, °C | 25                  | 25                  | 23                  | 21                  | 18                  | 15                  | 15                  | 18                  | 22                  | 24                  | 25                  | 25                  | 21                  |
| Середній мінімум, °C    | 21                  | 20                  | 19                  | 16                  | 12                  | 8                   | 7                   | 11                  | 15                  | 19                  | 20                  | 20                  | 16                  |
| Абсолютний мінімум, °C  | 10                  | 12                  | 8                   | 3                   | 0                   | −5                  | −2                  | −2                  | 0                   | 2                   | 3                   | 12                  | −5                  |
| Норма опадів, мм        | 90                  | 80                  | 60                  | 20                  | 0                   | 0                   | 0                   | 0                   | 0                   | 20                  | 50                  | 90                  | 450                 |
| Днів з опадами          | 9                   | 6                   | 5                   | 3                   | 1                   | 1                   | 0                   | 0                   | 1                   | 3                   | 7                   | 9                   | 45                  |
| Вологість повітря, %    | 65                  | 65                  | 65                  | 55                  | 55                  | 55                  | 50                  | 45                  | 40                  | 45                  | 55                  | 65                  | 55                  |
| ----------------------- | ------------------- | ------------------- | ------------------- | ------------------- | ------------------- | ------------------- | ------------------- | ------------------- | ------------------- | ------------------- | ------------------- | ------------------- | ------------------- |
| Джерело: Weatherbase    |                     |                     |                     |                     |                     |                     |                     |                     |                     |                     |                     |                     |                     |

## Економіка
Франсистаун розташований на головному повітряному і автодорожньому маршруті країни. Гірничорудна промисловість і сільське господарство — лідери економіки міста. Основні компанії з видобутку мінеральних ресурсів: Таті Нікель (належить ГМК Норильському нікелю), що розробляє родовища Селкирк і Фенікс багаті нікелем, міддю і кобальтом; Промкомплекс Думела, який є великим роботодавцем; Очисний завод Метале Ботсвани, розташований поблизу міста, з 2008 р управляється спільно з  Таті. Один з елементів ЗМІ Франсистауна — газета Голос.

## Культура
Франсистаун є батьківщиною Музею Супу Нгвао, з виставками, пов'язаними з історією області та спадщиною. Новий заповідник, Тачила, розташований за 5 км від центральної частини міста на старій фермі Таті Нікель, Леді Мері.

## Освіта
Педагогічне училище Франсистауна стало одним з університетських містечок університету Ботсвани 1973-го. Старша середня школа відкрилася в 1978 р і зараз в ній налічується 1200 студентів.. Також є дві приватні школи: середня і початкова школа Джона Маккензі і початкова школа Кліфтона. 10 жовтня 2008 Ян Кхама відкрив Коледж Франсистауну технічного та професійного спрямування. Коледж був побудований для розміщення 1 500 учнів технічних та професійно-технічних курсів і педагогічних програм.